# 弘世助三郎
弘世 助三郎（ひろせ すけさぶろう、天保14年1月3日（1843年2月1日） - 大正2年（1913年）11月17日）は日本の実業家、政治家。旧姓川添。第百三十三国立銀行頭取で、近江国彦根出身。1889年大阪の鴻池善右衛門らと共に日本生命保険を創業した人物である。

## 経歴
近江国彦根（現在の滋賀県彦根市）に素封家・川添家の次男として生まれ、おじに当たる商人弘世助市の養嗣子となる。
第百三十三国立銀行が創立されると、その取締役支配人に挙げられ、のちに頭取に就任。
1886年（明治19年）には滋賀県会議員に当選。
当時滋賀県知事であった中井弘の紹介で同県警察部長片岡直温を事業の片腕とし、鴻池善右衛門や岡橋治助ら関西財界の重鎮の協力を取り付け、1889年（明治22年）有限責任日本生命会社を共に創設。

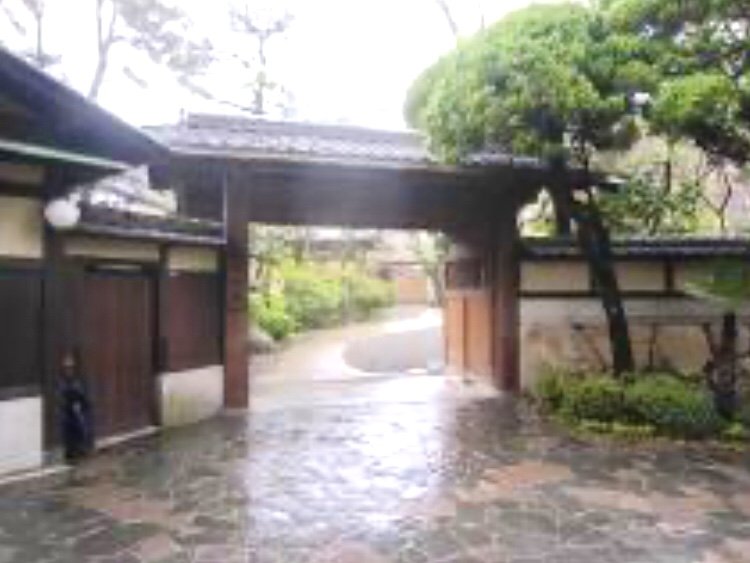
弘世助三郎邸の正門（住吉村）

## 家系
神一行著『閨閥 改訂新版 特権階級の盛衰の系譜』（角川書店、2002年）307頁によると、
｢弘世家はもともと嵯峨源氏の後裔で由緒正しい旧家だったというが、江戸時代に彦根城下に移り住み、商人として成功し、万延元年（一八六〇年）の桜田門外の変以降、彦根藩の御用金役を務めた家柄だった。｣という。